# Kornsnudebille
Kornsnudebillen (Sitophilus granarius), er først og fremmest et skadedyr i kornlagre, men kan af og til også optræde i beboelser. I Danmark lever den ikke i det fri.